# Johnny Jones (Leichtathlet)
Johnny „Lam“ Jones (John Wesley Jones; * 4. April 1958 in Lawton, Oklahoma; † 15. März 2019 in Round Rock, Texas) war ein US-amerikanischer Sprinter und American-Football-Spieler.
1976 wurde er Olympiasieger bei den Olympischen Spielen in Montreal in der 4-mal-100-Meter-Staffel. Das US-Quartett bestand aus Harvey Glance, Jones, Millard Hampton und Steve Riddick. Über 100 Meter kam Jones, der lediglich als Ersatzmann für den verletzten Houston McTear nominiert worden war, auf den sechsten Platz.
Während seiner Collegezeit an der University of Texas at Austin spielte er in den späten 1970er Jahren auch American Football und erhielt in dieser Zeit den Spitznamen „Lam“ (nach seinem Heimatort Lampasas), da ein Teamkollege ebenfalls Johnny Jones hieß.
Im Draft von 1980 wurde er an zweiter Stelle hinter dem Runningback Billy Sims von den New York Jets ausgewählt. Dort spielte er bis 1984 als Wide Receiver. Als Weltklassesprinter konnte er jedem Deckungsspieler entkommen, hatte aber dann Probleme, den Ball zu fangen. Später wurde er in die Top Ten der New York Jets Draft Busts eingestuft.
Jones starb im März 2019 an Krebs.